# Moglia
Moglia är en ort och kommun i provinsen Mantua i regionen Lombardiet i Italien. Kommunen hade 5 458 invånare (2018).